# Paul Egli
Paul Egli (18. srpna 1911 Dürnten – 23. ledna 1997 Dürnten) byl švýcarský cyklista.
Pocházel z rolnické rodiny se sedmi dětmi a vyučil se mechanikem. Cyklistice se začal věnovat v rámci rehabilitace po zánětu kyčelního kloubu. Začínal jako cyklokrosař a v roce 1932 se stal v této disciplíně mistrem Švýcarska. Téhož roku také získal stříbrnou medaili v amatérském závodě na mistrovství světa v silniční cyklistice. V roce 1933 se stal na okruhu ve francouzském Montlhéry amatérským mistrem světa. Pak začal závodit profesionálně za tým Alcyon-Dunlop.
Třikrát vyhrál závod Züri-Metzgete (1934, 1935 a 1942). V letech 1935 a 1936 byl mistrem Švýcarska v silničním závodě s hromadným startem. Na mistrovství světa dojel v roce 1936 čtvrtý, v roce 1937 třetí a v roce 1938 druhý. V roce 1936 vyhrál úvodní etapu Tour de France a jako první švýcarský závodník jel na Tour ve žlutém trikotu, avšak po desáté etapě závod vzdal. V roce 1937 dokončil Tour de France na 29. místě a v roce 1938 na 31. místě. Roku 1937 byl na závodě Paříž-Nantes druhý za Josephem Mauclairem. Desetkrát startoval na Tour de Suisse a získal zde čtyři etapová vítězství. V roce 1941 vyhrál závod Okolo Bernu. Ve dvojici s Ferdinandem Küblerem se účastnil také dráhových soutěží v madisonu. Cyklistickou kariéru ukončil v roce 1947 a vrátil se k práci v zemědělství.